# Перрі Березан
Перрі Березан (англ. Perry Berezan, нар. 5 грудня 1964, Едмонтон) — колишній канадський хокеїст, що грав на позиції центрального нападника.

## Ігрова кар'єра
Хокейну кар'єру розпочав 1981 року.
1983 року був обраний на драфті НХЛ під 55-м загальним номером командою «Калгарі Флеймс». 
Протягом професійної клубної ігрової кар'єри, що тривала 9 років, захищав кольори команд «Калгарі Флеймс», «Міннесота Норт-Старс» та «Сан-Хосе Шаркс».
Загалом провів 409 матчів у НХЛ, включаючи 31 гру плей-оф Кубка Стенлі.

## Статистика
| Сезон        | Клуб                        | Ліга         | Регулярний сезон | Регулярний сезон | Регулярний сезон | Регулярний сезон | Регулярний сезон | Плей-оф | Плей-оф | Плей-оф | Плей-оф | Плей-оф |
| Сезон        | Клуб                        | Ліга         | І                | Г                | П                | О                | ШХ               | І       | Г       | П       | О       | ШХ      |
| ------------ | --------------------------- | ------------ | ---------------- | ---------------- | ---------------- | ---------------- | ---------------- | ------- | ------- | ------- | ------- | ------- |
| 1981–82      | «Ст. Альберт Сейнтс»        | АЮХЛ         | 47               | 16               | 36               | 52               | 47               | —       | —       | —       | —       | —       |
| 1982–83      | «Ст. Альберт Сейнтс»        | АЮХЛ         | 57               | 37               | 40               | 77               | 110              | —       | —       | —       | —       | —       |
| 1983–84      | Університет Північна Дакота | NCAA         | 44               | 28               | 24               | 52               | 29               | —       | —       | —       | —       | —       |
| 1984–85      | Університет Північна Дакота | NCAA         | 42               | 23               | 35               | 58               | 32               | —       | —       | —       | —       | —       |
| 1984–85      | «Калгарі Флеймс»            | НХЛ          | 9                | 3                | 2                | 5                | 4                | 2       | 1       | 0       | 1       | 4       |
| 1985–86      | «Калгарі Флеймс»            | НХЛ          | 55               | 12               | 21               | 33               | 39               | 8       | 1       | 1       | 2       | 6       |
| 1986–87      | «Калгарі Флеймс»            | НХЛ          | 24               | 5                | 3                | 8                | 24               | 2       | 0       | 2       | 2       | 7       |
| 1987–88      | «Калгарі Флеймс»            | НХЛ          | 29               | 7                | 12               | 19               | 66               | 8       | 0       | 2       | 2       | 13      |
| 1988–89      | «Калгарі Флеймс»            | НХЛ          | 35               | 4                | 4                | 8                | 21               | —       | —       | —       | —       | —       |
| 1988-89      | «Міннесота Норт-Старс»      | НХЛ          | 16               | 1                | 4                | 5                | 4                | 5       | 1       | 2       | 3       | 4       |
| 1989–90      | «Міннесота Норт-Старс»      | НХЛ          | 64               | 3                | 12               | 15               | 31               | 5       | 1       | 0       | 1       | 0       |
| 1990–91      | «Міннесота Норт-Старс»      | НХЛ          | 52               | 11               | 6                | 17               | 30               | 1       | 0       | 0       | 0       | 0       |
| 1990–91      | «Каламазу Вінгс»            | ІХЛ          | 2                | 0                | 0                | 0                | 2                | —       | —       | —       | —       | —       |
| 1991–92      | «Сан-Хосе Шаркс»            | НХЛ          | 66               | 12               | 7                | 19               | 30               | —       | —       | —       | —       | —       |
| 1992–93      | «Сан-Хосе Шаркс»            | НХЛ          | 28               | 3                | 4                | 7                | 28               | —       | —       | —       | —       | —       |
| 1992–93      | «Канзас-Сіті Блейдс»        | ІХЛ          | 9                | 4                | 4                | 8                | 31               | —       | —       | —       | —       | —       |
| Усього в НХЛ | Усього в НХЛ                | Усього в НХЛ | 378              | 61               | 75               | 136              | 277              | 31      | 4       | 7       | 11      | 34      |